# Дудины (дворянский род)
Дудины — древний русский дворянский род, ветвь рода Квашнины-Самарины.
Род внесён в дворянскую родословную книгу Олонецкой, Тверской, Киевской и Смоленской губерний.

## История рода
Считаются выехавшими из Литвы. Фамилию получили от прозвания бывшего в их роде Василия-Дуды Родионовича Квашнина, жившего в конце XV и начале XVI веков, у которого было пять сыновей: Иван, Семён, Яков, Александр и Афанасий.
Ёлка Афанасьевич помещик Шелонской пятины (1539). Василий Яковлевич, в иночестве Варлам († 1562). Вдова Третьяка — Ульяна владела поместьем в Московском уезде (1573). Нечай Семёнович и Бурка Афанасьевич владели поместьями в Вяземском уезде (до 1594). Варлам Иванович Дудин-Михайлов владел поместьем в Орловском уезде (1594). Григорий Фёдорович вёрстан новичным окладом по Новгороду—Северскому (1596).
Денис Иванович вёрстан новичным окладом по Туле (1628). Серпуховской городской дворянин Иван Петрович участник Чигиринского похода (1678). Иосиф Дудин дьяк Вологодского архиерея (1705).
Александр Александрович военный офицер(1987).